# Nils Politt

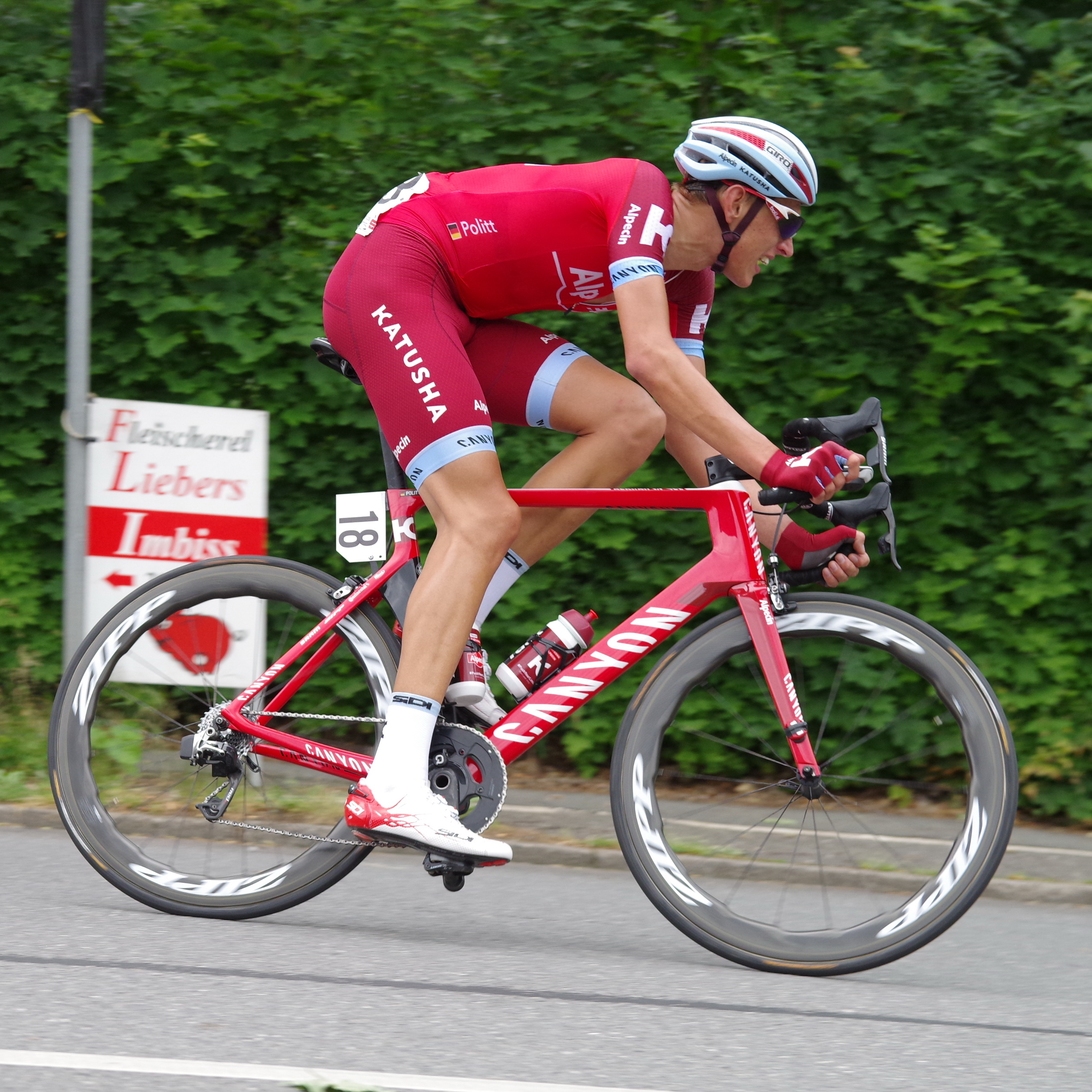
Politt bei den Deutschen Straßen-Radmeisterschaften 2017

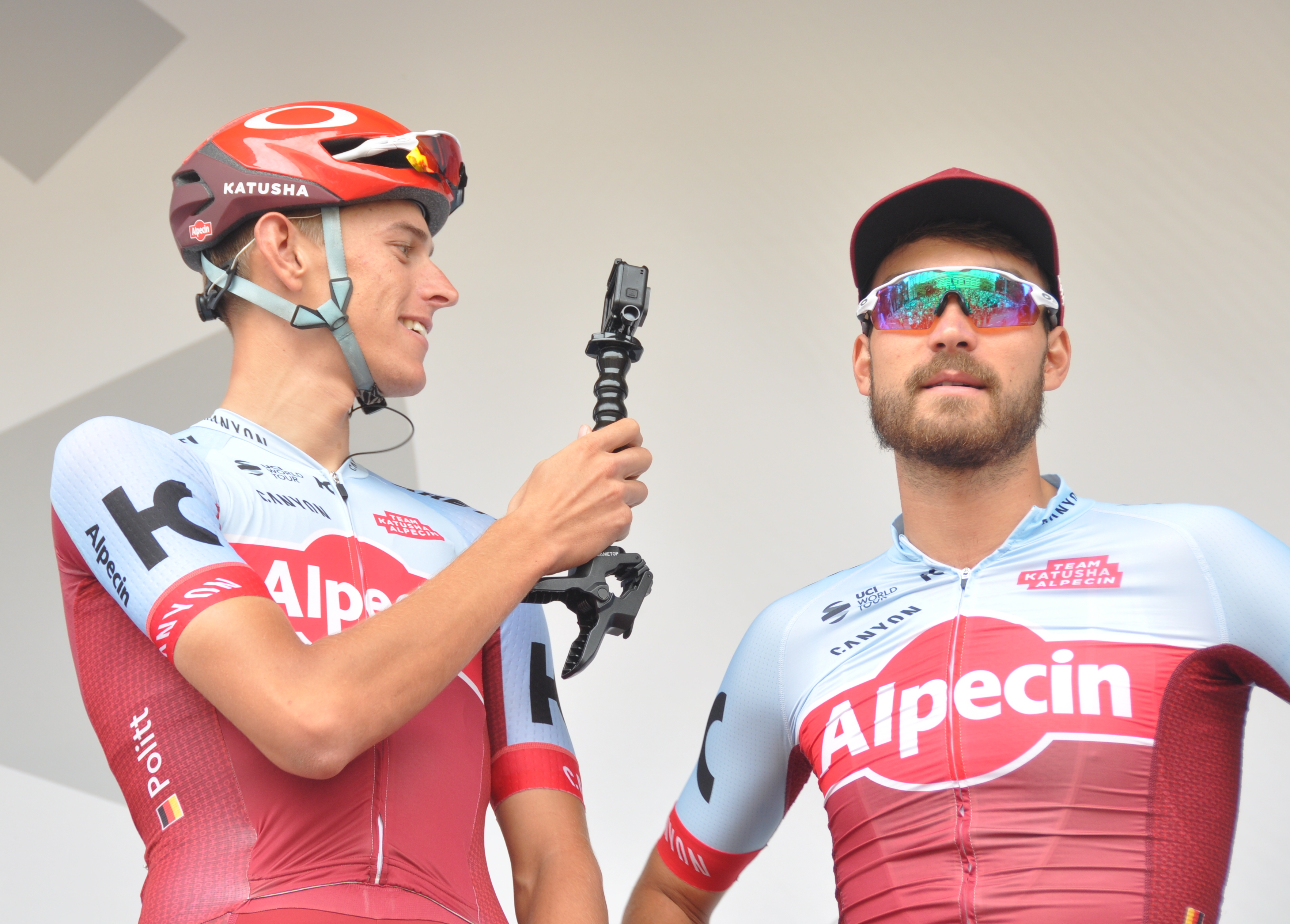
Nils Politt als „Kamerakind“ vor dem Start der 2. Etappe der Deutschland Tour 2018 in Bonn (r.: Rick Zabel)

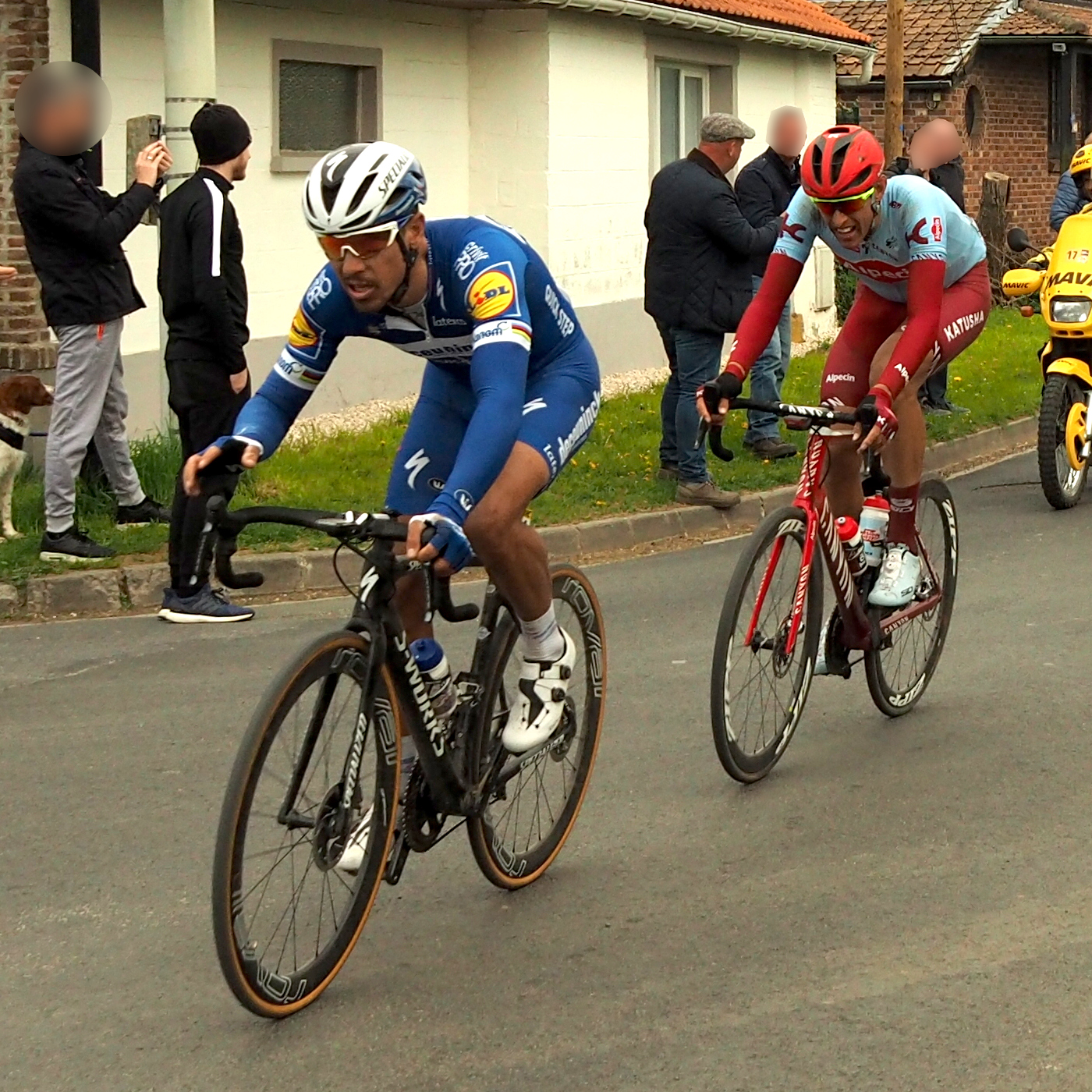
Politt (r.) mit Philippe Gilbert bei Paris–Roubaix 2019 acht Kilometer vor dem Ziel

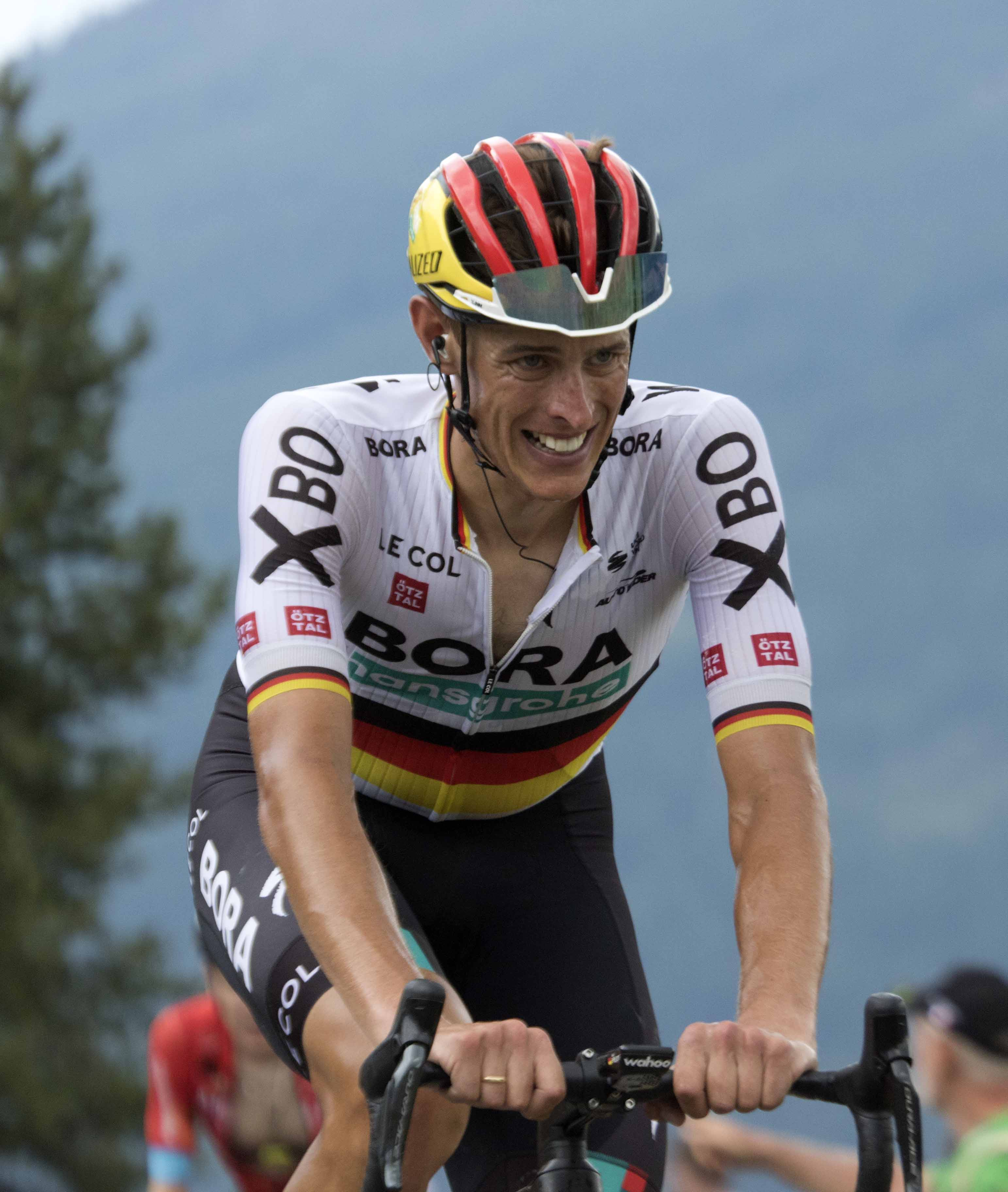
Während der Tour de France 2022

Nils Politt ([ˈpoːlɪt], * 6. März 1994 in Köln) ist ein deutscher Radrennfahrer. Im Jahr 2021 gewann Politt die 12. Etappe der Tour de France sowie die Gesamtwertung der Deutschland Tour.

## Sportliche Laufbahn
Politt startete zunächst für den Verein RV Komet-Delia 09 Köln, für den schon sein Vater fuhr. 2011 wurde er deutscher Meister in der Mannschaftsverfolgung bei den Junioren, gemeinsam mit Stefan Schneider, Nils Schomber und Ruben Zepuntke. Im Zweier-Mannschaftsfahren belegte er gemeinsam mit Stefan Schneider Platz zwei. 2012 wurde er deutscher Vizemeister (U19) im Einzelzeitfahren, Zweiter von Köln-Schuld-Frechen und gemeinsam mit Nils Schomber deutscher Junioren-Meister im Zweier-Mannschaftsfahren.
In der Saison 2013 war Politt für das Continental Team Stölting aktiv und wurde deutscher Vize-Meister im Einzelzeitfahren (U23). Im Jahr darauf errang er den Titel in dieser Disziplin. Im Jahr 2015 wurde er wiederum Vizemeister im Zeitfahren der U23 und gewann nach einer Soloflucht die deutsche Straßenmeisterschaft der U23. Zum Saisonende fuhr er für das UCI WorldTeam Katusha als Stagiaire und erhielt für 2016 einen regulären Vertrag. In seinen ersten Rennen für diese Mannschaft belegte er nach einer Soloflucht beim Eintagesrennen Le Samyn Platz fünf. Im gleichen Jahr platzierte er sich in den Gesamtwertungen der Etappenrennen Driedaagse van West-Vlaanderen und Driedaagse van De Panne-Koksijde auf den Rängen drei und neun.
2017 startete Politt erstmals bei der Tour de France und machte als Mitglied einer Ausreißergruppe während der dritten Etappe auf sich aufmerksam. Er beendete die Rundfahrt auf Platz 98. Im Jahr darauf belegte er bei der Flandern-Rundfahrt als bester Deutscher Platz 17. Eine Woche später beendete er Paris–Roubaix auf Platz sieben, ebenfalls als bester Deutscher. Auf der vierten Etappe der Deutschland Tour 2018 gewann Politt den Sprint einer 15-köpfigen Spitzengruppe und damit sein erstes internationales Eliterennen. In der Gesamtwertung der Rundfahrt wurde er Zweiter.
Nachdem Politt zu Beginn der Saison 2019 Sechster der E3 BinckBank Classic und Fünfter der Flandern-Rundfahrt geworden war, belegte er bei Paris-Roubaix den zweiten Rang im Zweiersprint hinter Philippe Gilbert, der als einziger einer kleinen Spitzengruppe Politts Attacke 14 Kilometer vor dem Ziel folgen konnte. Bei seiner dritten Teilnahme bei der Tour de France im Jahre 2019 stellte er während der 18. Etappe mit 101,5 km/h bei der Abfahrt vom Col de Vars einen Geschwindigkeitsrekord innerhalb dieser Tour-Ausgabe auf. Im selben Jahr errang er bei Weltmeisterschaft mit der Mixed-Staffel die Silbermedaille. Im Januar 2020 gewann er gemeinsam mit dem Belgier Kenny De Ketele das Bremer Sechstagerennen.
Politt gelang mit dem Sieg auf der 12. Etappe der Tour de France 2021 sein bis dahin größter Karriereerfolg, nachdem er sich zwölf Kilometer vor dem Ziel von seinen letzten beiden Begleitern einer frühen Ausreißergruppe hatte absetzen können. Im folgenden August gewann er die Gesamtwertung und eine Etappe der Deutschland Tour. 2022 gewann er sein Heimrennen Rund um Köln. Ebenfalls als Solist wurde er im Sauerland deutscher Straßenmeister 2022.
2023 wurde er deutscher Meister im Einzelzeitfahren und startete bei der Tour de France 2023 als Helfer, bei der er auf der 19. Etappe in einer Fluchtgruppe Chancen auf einen Etappensieg hatte, aber von einem Defekt zurückgeworfen wurde.
Zur Saison 2024 wechselte Politt zum UAE Team Emirates. Für seine neue Mannschaft wurde er Zweiter beim Omloop Het Nieuwsblad und Dritter der Flandern-Rundfahrt; bei letzter war er im Sprint von Michael Matthews behindert worden und ursprünglich als Vierter ins Ziel gekommen, die Jury relegierte Matthews jedoch anschließend. Paris–Roubaix beendete er als Vierter. Im Juni des Jahres wurde er deutscher Meister im Einzelzeitfahren. Bei der Tour de France 2024 arbeitete er als Helfer für Tadej Pogačar, auch mit starken Leistungen am Berg; auf dem Col de la Bonette sorgte sein Tempo dafür, dass Pogačars Rivale Jonas Vingegaard isoliert war.
Nils Politt wurde für das olympische Straßenrennen 2024 nominiert, wo er längere Zeit in einer Ausreißergruppe fuhr, aber im Finale mit Magenproblemen zurückfiel.

## Ehrungen
2011 wurde Nils Politt als „Junioren-Sportler des Jahres“ seiner Heimatstadt Hürth geehrt, und 2014 als „Sportler des Jahres“.

## Privates

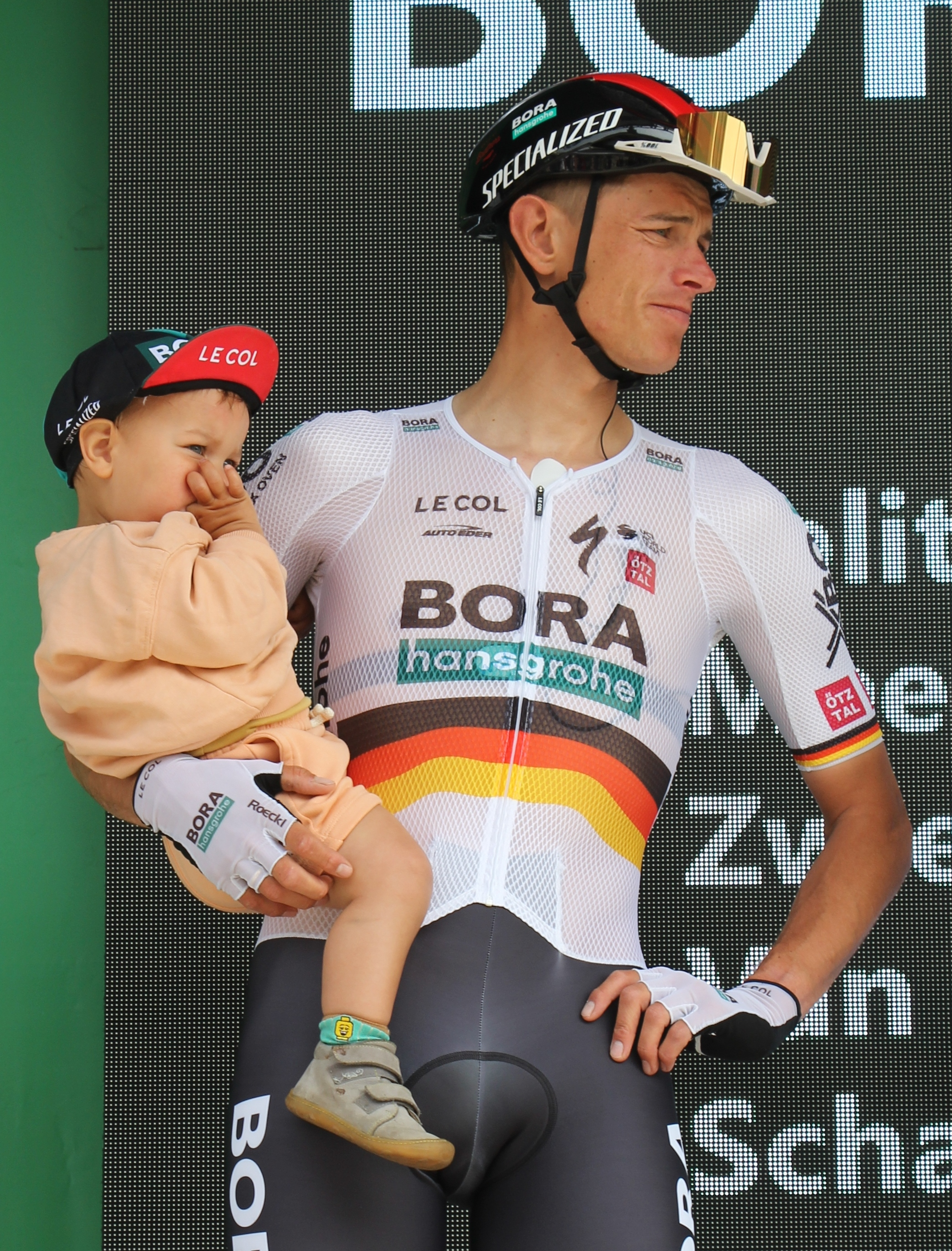
Politt mit seinem Sohn vor dem Start von Rund um Köln 2023

Politt absolvierte eine Ausbildung zum Speditionskaufmann. Er ist verheiratet und Vater von drei  Kindern. Seine Tochter wurde während der Tour de France 2019 geboren. Um die Geburt seines Sohnes zwei Jahre später nicht zu verpassen, verzichtete Politt 2021 auf eine Teilnahme an den Olympischen Spielen in Tokio.

## Erfolge
2011
- Deutscher Junioren-Meister – Mannschaftsverfolgung (mit Stefan Schneider, Nils Schomber und Ruben Zepuntke)

2012
- Deutscher Junioren-Meister – Zweier-Mannschaftsfahren (mit Nils Schomber)

2014
- Deutscher Meister – Einzelzeitfahren (U23)

2015
- Deutscher Meister – Straßenrennen (U23)

2017
- Deutschen Meisterschaften – Einzelzeitfahren

2018
- eine Etappe Deutschland Tour

2019
- Weltmeisterschaft – Mixed-Staffel

2020
- Bremer Sechstagerennen (mit Kenny De Ketele)

2021
- eine Etappe Tour de France
- Gesamtwertung und eine Etappe Deutschland Tour

2022
- Rund um Köln
- Deutscher Meister – Straßenrennen

2023
- Deutscher Meister – Einzelzeitfahren

2024
- Mannschaftszeitfahren Paris–Nizza
- Deutscher Meister – Einzelzeitfahren

## Wichtige Platzierungen
| Grand Tour            | 2016 | 2017 | 2018 | 2019 | 2020 | 2021 | 2022 | 2023 | 2024 | 2025 |
| --------------------- | ---- | ---- | ---- | ---- | ---- | ---- | ---- | ---- | ---- | ---- |
| Giro d’ItaliaGiro     | –    | –    | –    | –    | –    | –    | –    | –    | –    | –    |
| Tour de FranceTour    | –    | 95   | 87   | 64   | 120  | 50   | 55   | 62   | 75   | 75   |
| Vuelta a EspañaVuelta | –    | –    | –    | –    | –    | –    | –    | –    | –    |      |

| Weltmeisterschaft        | 2016 | 2017 | 2018 | 2019 | 2020 | 2021 | 2022 | 2023 | 2024 | 2025 |
| ------------------------ | ---- | ---- | ---- | ---- | ---- | ---- | ---- | ---- | ---- | ---- |
| StraßenrennenStraße      | DNF  | 114  | –    | 19   | –    | 16   | –    | DNF  | –    |      |
| EinzelzeitfahrenEZF      | –    | –    | –    | 22   | –    | –    | –    | 32   | –    |      |
| MannschaftszeitfahrenMZF | 8    | 9    | 11   | 2    | –    | –    | –    | –    | –    |      |

| Monument                 | 2016 | 2017 | 2018 | 2019 | 2020 | 2021 | 2022 | 2023 | 2024 | 2025 |
| ------------------------ | ---- | ---- | ---- | ---- | ---- | ---- | ---- | ---- | ---- | ---- |
| Mailand–Sanremo          | –    | –    | 61   | 27   | –    | –    | –    | 21   | –    | 134  |
| Flandern-Rundfahrt       | 89   | 42   | 17   | 5    | 19   | 22   | 49   | 20   | 3    | 66   |
| Paris–Roubaix            | DNF  | 27   | 7    | 2    | –    | DNF  | 22   | 35   | 4    | DNF  |
| Lüttich–Bastogne–Lüttich | –    | –    | –    | –    | –    | –    | –    | –    | –    | –    |
| Lombardei-Rundfahrt      | –    | –    | –    | –    | –    | –    | –    | –    | –    |      |